# Distretto regionale di Central Kootenay
Il distretto regionale di Central Kootenay (RDCK) è un distretto regionale della Columbia Britannica, Canada di 55.883 abitanti, che ha come capoluogo Nelson. Prende il nome dal fiume Kootenay, che vi scorre per gran parte del proprio corso.

## Comunità
- Città e comuni
  - Castlegar
  - Creston
  - Nelson
- Villaggi e aree esterne ai comuni
  - Central Kootenay A
  - Central Kootenay B
  - Central Kootenay C
  - Central Kootenay D
  - Central Kootenay E
  - Central Kootenay F
  - Central Kootenay G
  - Central Kootenay H
  - Central Kootenay I
  - Central Kootenay J
  - Central Kootenay K